# Certina

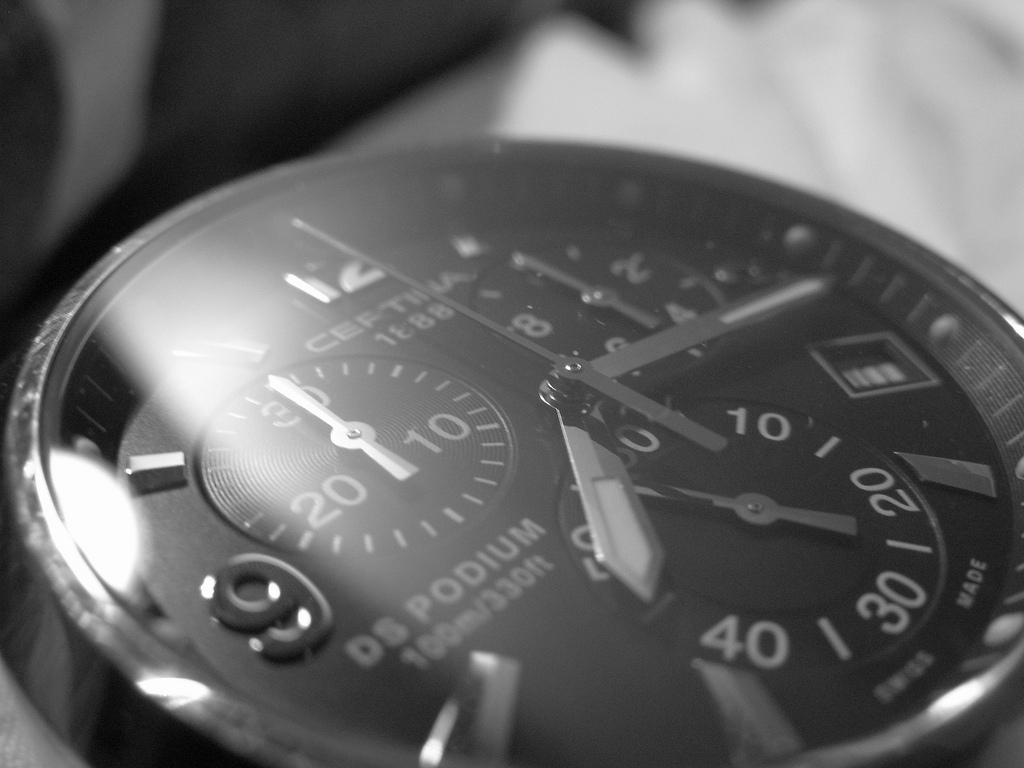
Certina DS-Podium

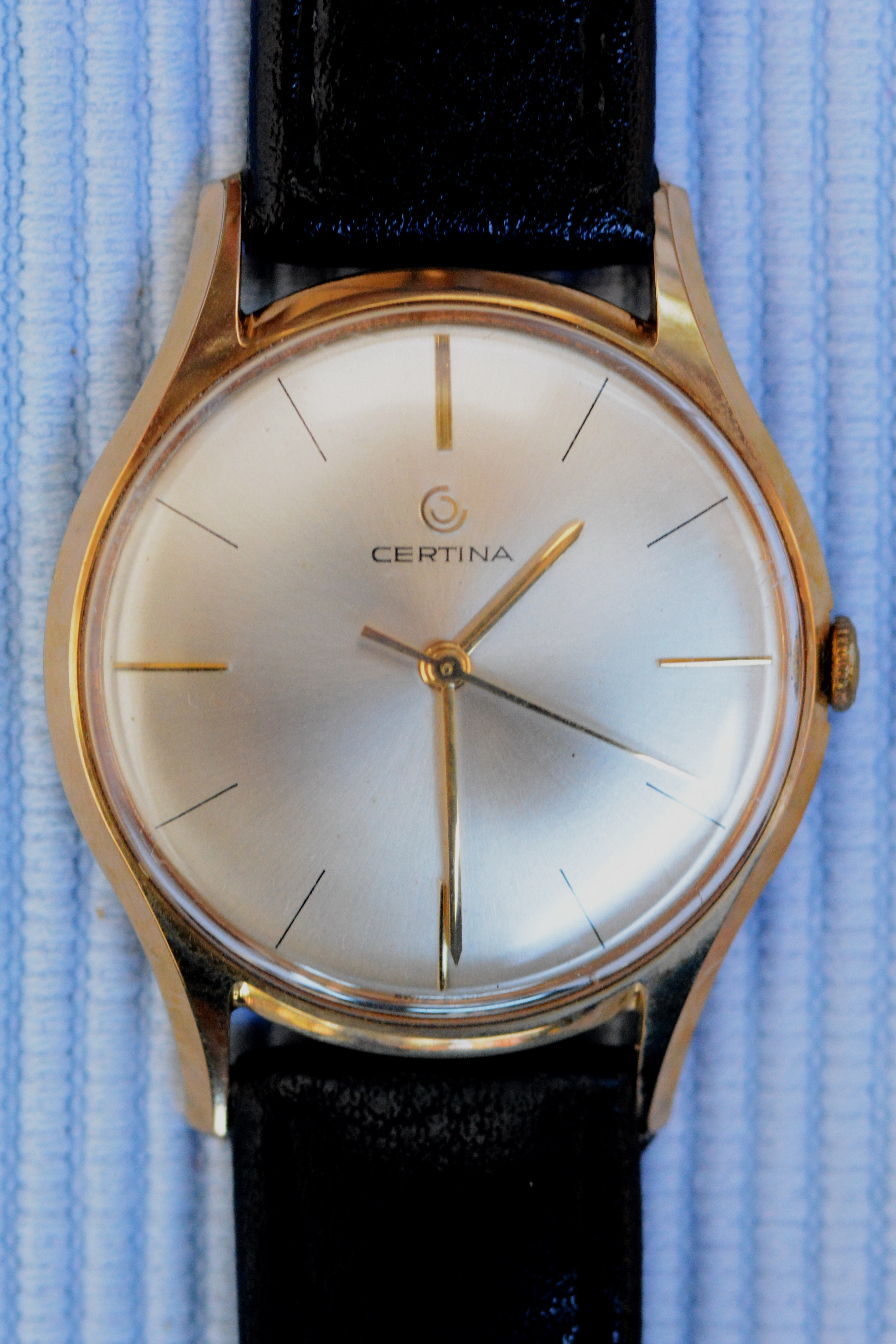
Certina Cal. 25-36, 1960

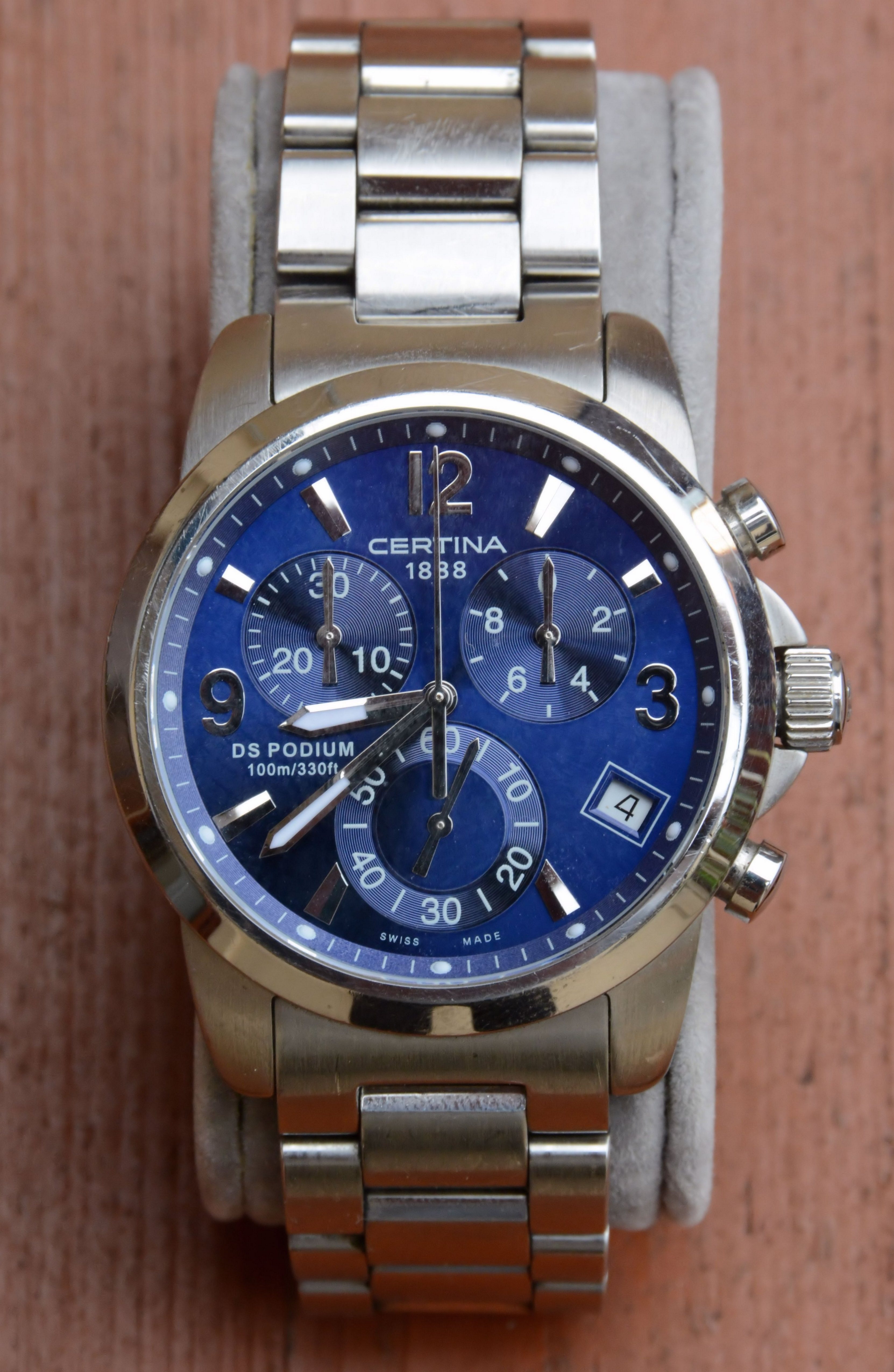
Certina 1988 DS Podium Chronograph

Certina är ett schweiziskt urmärke som idag ingår i The Swatch Group.
Namnet Certina kommer ifrån det latinska ordet "certus" som betyder "säker" eller "pålitlig".

## Historik
1888 öppnade bröderna Adolf och Alfred Kurth en urfabrik, Kurth Frères, i Grenchen. Från 1906 sålde man ur under märket Grana men vid 50-årsjubileet 1938 infördes Certina, som småningom blev fabrikens huvudmärke.
I början av 1970-talet drabbades den schweiziska urindustrin den sk. quarts krisen och 1971 övertogs Certina av ASUAG / GWC. 1983 uppgick ASUAG i SMH, numera Swatch Group.

## Certina i Sverige
I Sverige marknadsförs Certinas klockor bla hos Stjärnurmakarna.

### Nit och redlighet
Ur från Certina har i Sverige blivit synonymt med den statliga belöningen För nit och redlighet i rikets tjänst, (NOR) där ett av alternativen till den traditionella medaljen sedan 1968 är en guldklocka från Certina.

### "Volvoklockan"
Inför Volvos 50 års jubileeum 1977 beställde Volvo 62.500 st ur från Certina att dela ut till alla anställda i koncernen. Beställningen var det största enskilda inköpet av ur globalt.  Klockan var en produkt i Certinas ordinarie sortiment, med en modifierad baksida med inskriptionen "VOLVO 1927 - 1977". Den delades ut i två versioner, en för damer, "Mayfair" i gulddoublé med urtavla i guld, och en för herrar, "Blue Ribbon" i stål med blå urtavla (variationer förekommer). Beställningen från Volvo var så stor att den överskred Certinas egen produktion av urverk och man fick därför ta in kompletterande verk från den Schweiziska tillverkaren ETA. Dessa ur kan urskiljas genom boettnummret som börjar med 62 på uren med ETA verk och med 91 på uren med Certinas eget urverk.

## Produktlinjer

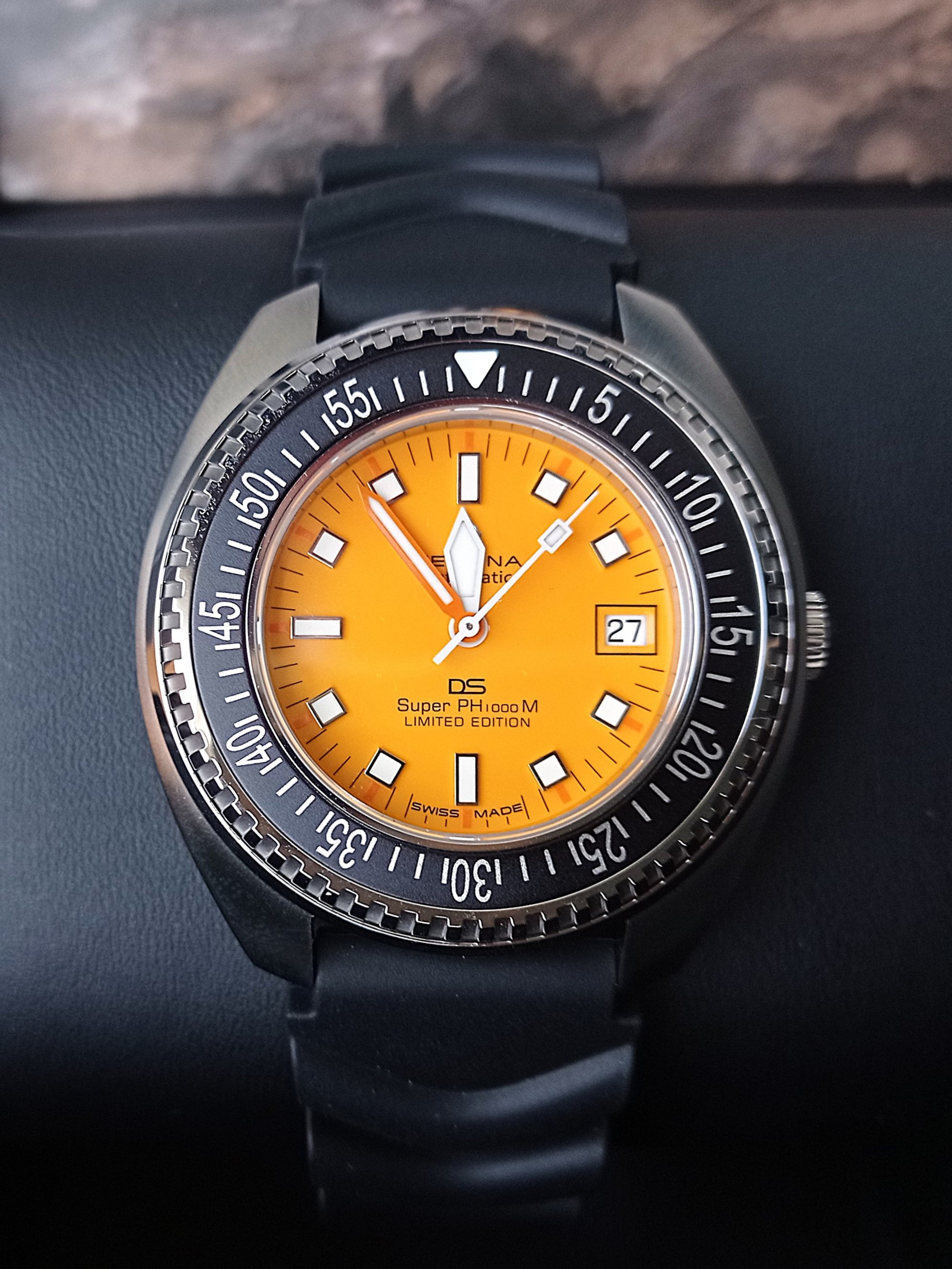
Certina DS Super PH1000M, 2023.

Sport
- DS-2 : 2013 -
- DS Eagle
- DS Multi-8
- DS Podium
- DS Podium Big Size
- DS Podium Valgranges
- DS Sport

Aqua
- DS Action
- DS Action Diver
- DS First

Urban
- DS 4
- DS 4 Big Size
- DS-8 Chronograph Moon Phase
- DS Dream
- DS Prime
- DS Stella

Heritage
- DS Caimano
- DS Powermatic 80 : 2014-
- DS-1[källa behövs]

Diving
- DS PH200M
- DS Super PH500M
- DS Super PH1000M